# Nhà máy Men Oskar Schindler

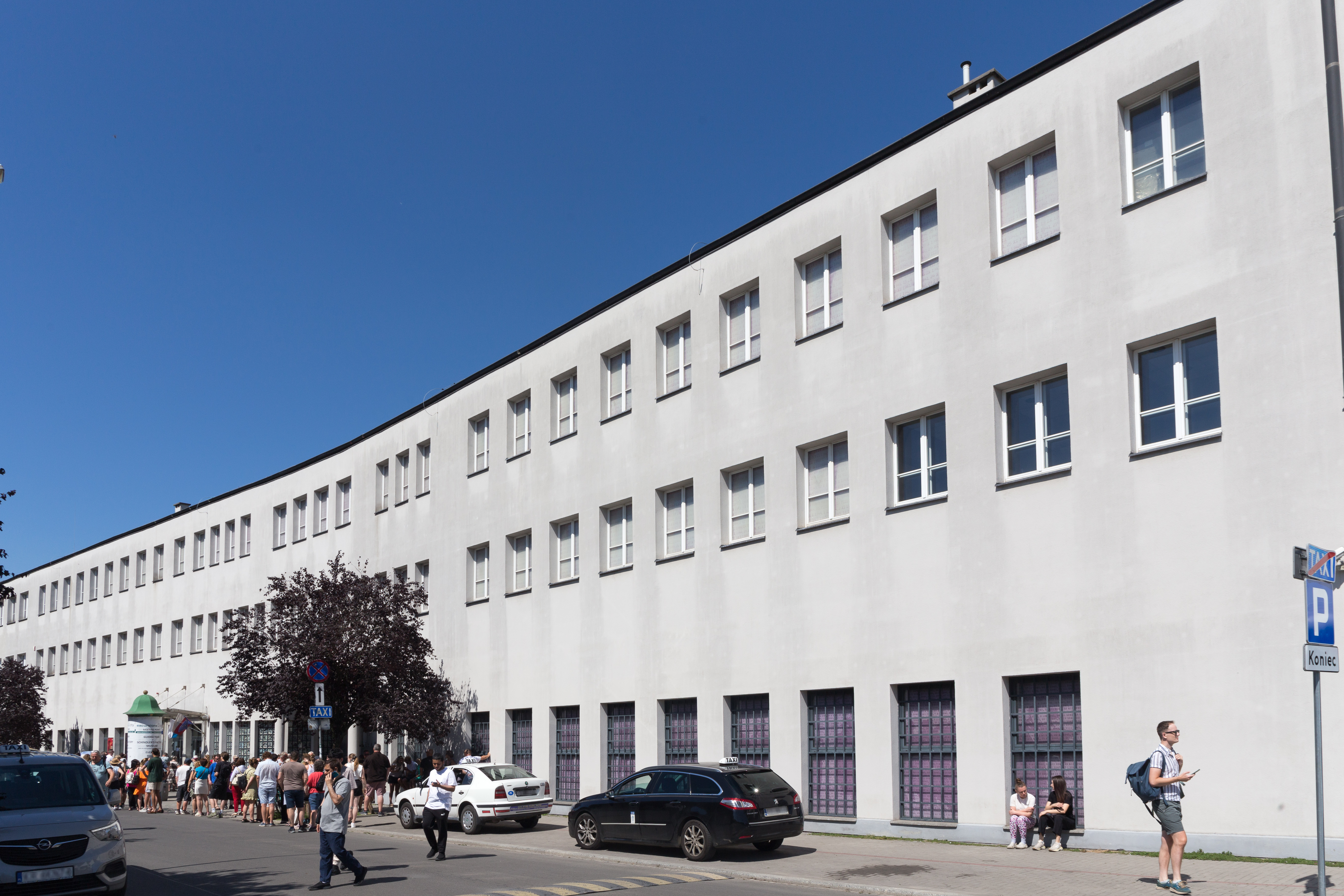
Nhà máy men Oskar Schindler nhìn từ bên ngoài

Nhà máy Men Oskar Schindler (tiếng Ba Lan: Fabryka Emalia Oskara Schindlera), trước đây là một nhà máy sản xuất đồ kim loại ở Kraków, hiện đang có hai bảo tàng. Một là Bảo tàng Nghệ thuật Đương đại ở Kraków- được xây dựng ngay chính trên các xưởng sản xuất cũ. Hai là chi nhánh của Bảo tàng Lịch sử Thành phố Kraków, nằm ở ul. Lipowa 4 (số 4 phố Lipowa) quận Zabłocie, Kraków, trong tòa nhà hành chính của nhà máy men cũ được gọi là Deutsche Emailwarenfabrik (DEF) của Oskar Schindler. Trước khi DEF bắt đầu hoạt động của mình, nhà máy Malopolska của công ty trách nhiệm hữu hạn sản phẩm men và kim loại đã tổ chức sản xuất tại đây vào tháng 3 năm 1937.

## Lịch sử

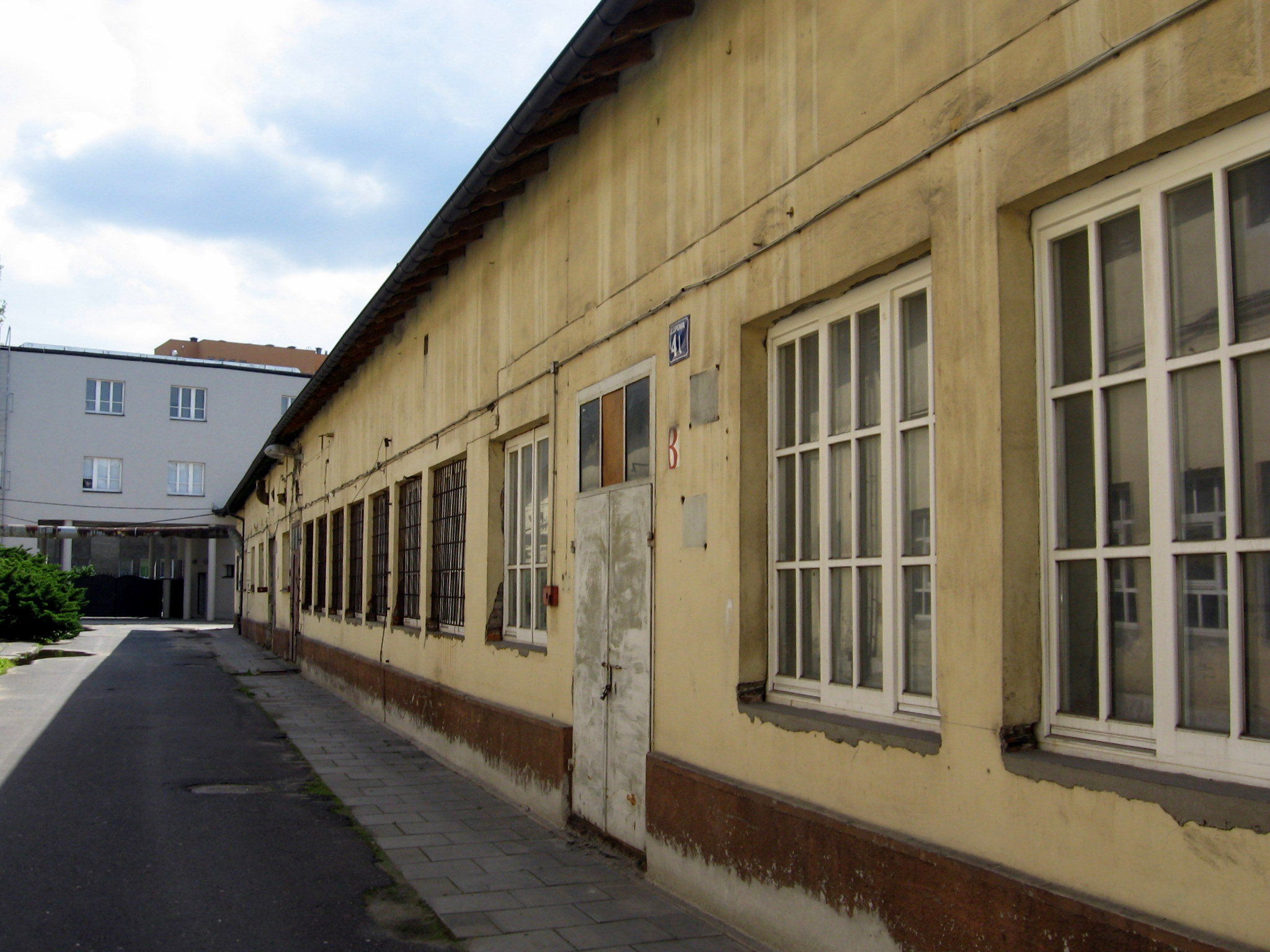
Tòa nhà B nhìn từ bên ngoài

Công ty được thành lập bởi ba doanh nhân người Do Thái: Michal Gutman từ Bedzin, Izrael Kahn từ Kraków và Wolf Luzer Glajtman từ Olkusz. Họ đã thuê các khu sản xuất từ nhà máy sản xuất dây, lưới và các sản phẩm bằng sắt với mái bằng răng cưa đặc trưng, và mua sẵn một lô đất ở số 4 phố Lipowa cho cơ sở tương lai của họ. Sau đó, họ đã cho xây dựng các phòng sau: phòng dập - nơi xử lý, chuẩn bị và ép, cơ sở khử trùng (sơn véc-ni) - nơi các con tàu được nhúng trong dung dịch axit sunfuric để loại bỏ tất cả tạp chất và dầu mỡ, và phòng tráng men - nơi men được tráng nhiều lớp: lớp sơn lót trước, sau đó là màu và cuối cùng là lớp bảo vệ.
Quyền sở hữu của công ty đã thay đổi nhiều lần và tình hình tài chính của công ty tiếp tục xấu đi. Vào tháng 6 năm 1939, công ty đã nộp đơn xin mất khả năng thanh toán. Tòa án khu vực tại Kraków tuyên bố công ty này chính thức phá sản.

### Chiến tranh Thế giới II
Vào ngày 1 tháng 9 năm 1939, Đức Quốc xã xâm chiếm Ba Lan và Chiến tranh thế giới thứ hai nổ ra. Vào ngày 6 tháng 9, quân đội Đức tiến vào Kraków. Có lẽ cũng vào khoảng thời gian mà Oskar Schindler, một người Đức Sudeten, người từng là thành viên của Đảng Công nhân Đức Quốc gia Xã hội chủ nghĩa và là một đặc vụ của cơ quan tình báo quân sự Đức Quốc xã Abwehr, đã đến Kraków. Sử dụng sức mạnh của lực lượng chiếm đóng Đức, trong khả năng của một người được ủy thác, ông đã tiếp quản cửa hàng dụng cụ nhà bếp của Đức trên đường Krakowska. Tháng 11 năm 1939, dựa vào quyền lực của Cơ quan ủy thác, ông đã tiếp quản công ty "Rekord" ở Zablocie. Ông cũng sản xuất đạn dược, để nhà máy của ông được xếp loại như một nhà máy có đóng góp thiết yếu cho chiến tranh. Ông cho xây dựng một tiểu khu của Trại tập trung Kraków-Płaszów trong khuôn viên nơi "người Do Thái" của ông có hầu như không có liên hệ với lính canh trại.

### Sau chiến tranh
Sau chiến tranh, vào giai đoạn 1948 - 2002,nhà máy được sử dụng bởi công ty Krakowskie Zakłady Elektroniczne Unitra-Telpod (sau đổi tên thành Telpod SA), một công ty sản xuất thiết bị viễn thông.

## Thư viện ảnh

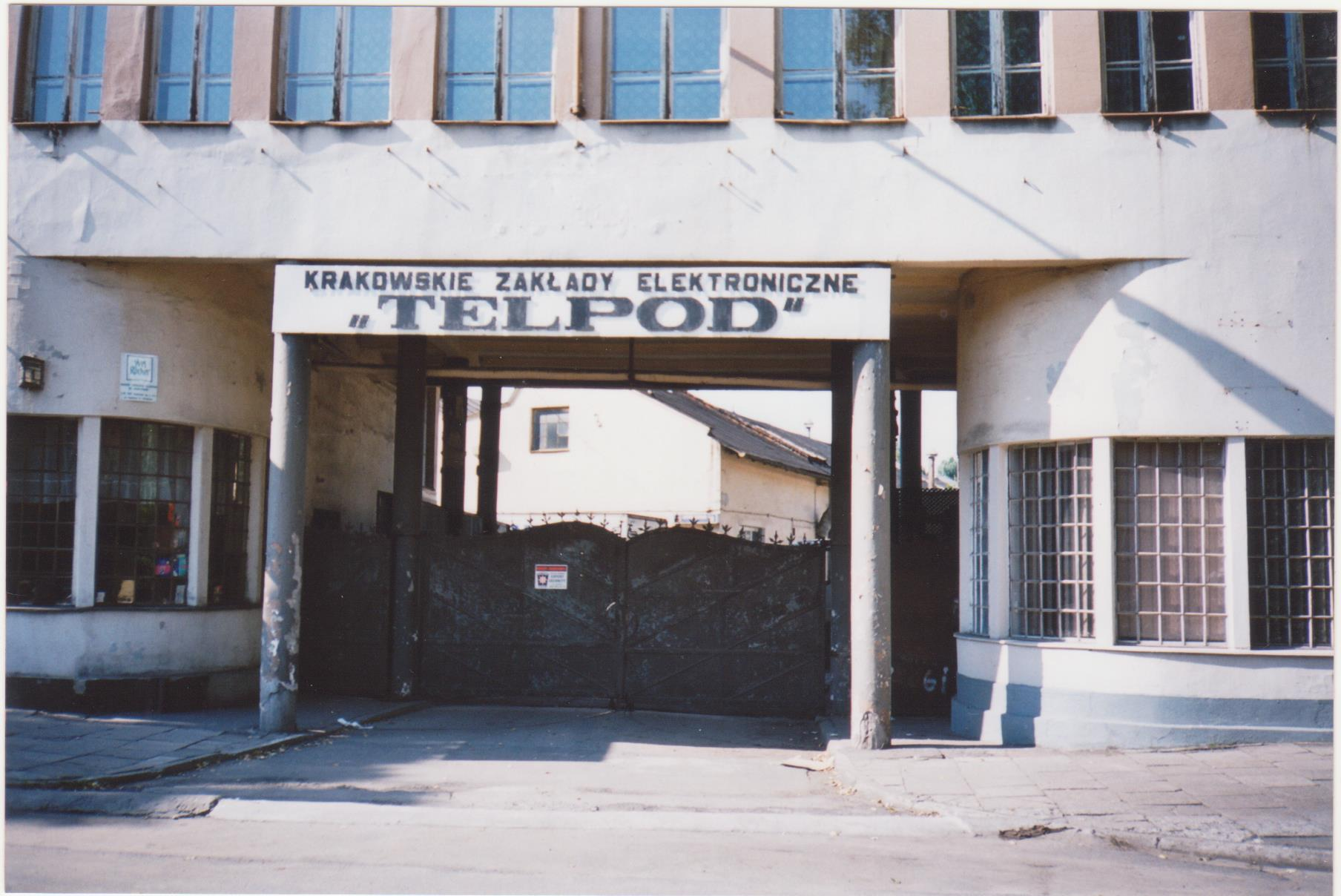
Trong giai đoạn 1948-2002, nhà máy được sử dụng bởi Unitra-Telpod.
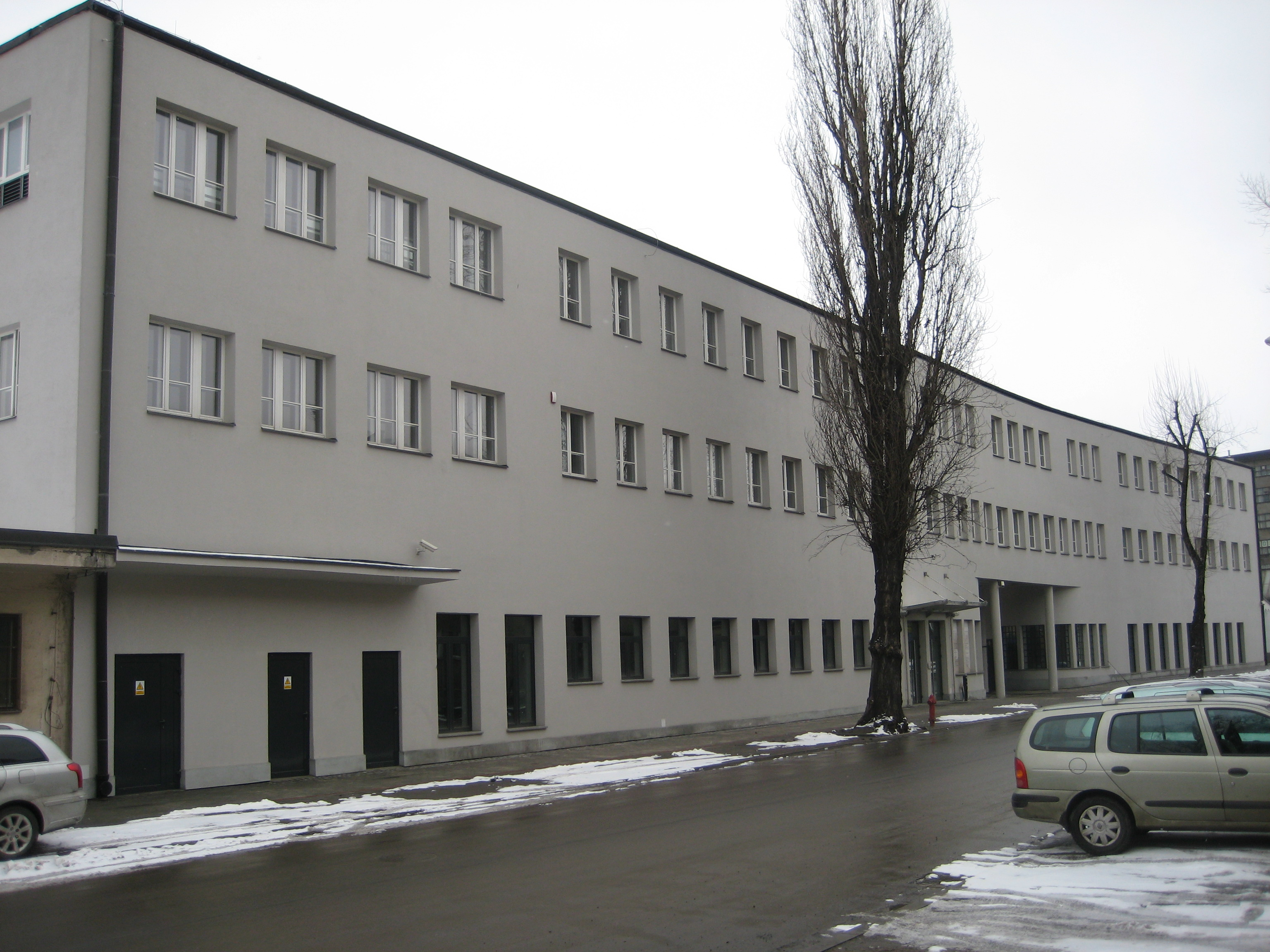
Bảo tàng
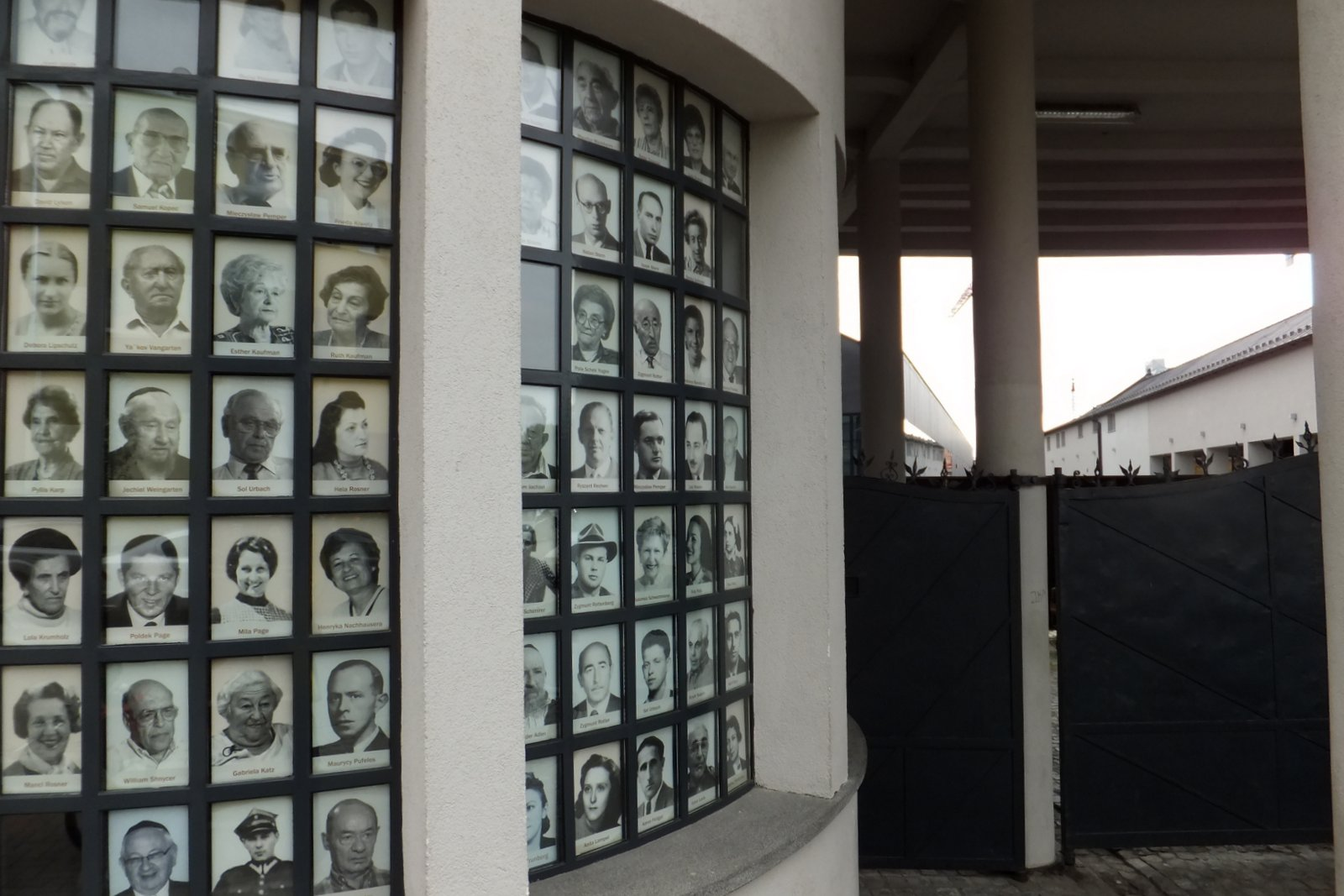
Khu vực lối vào của nhà máy năm 2013.
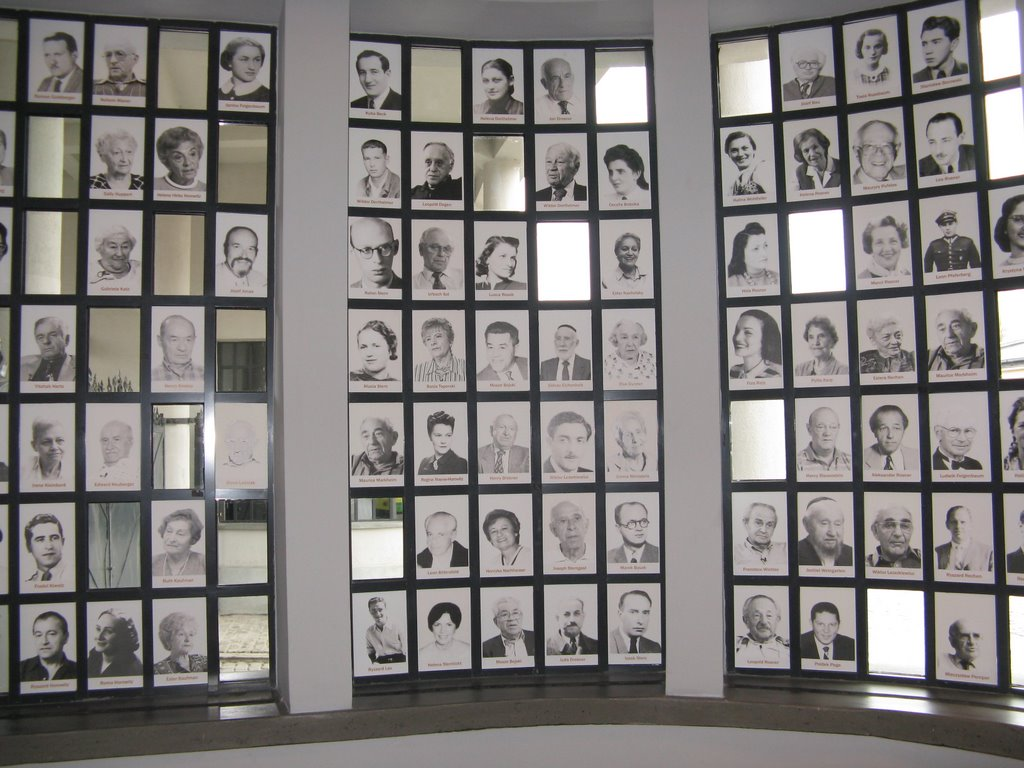
Hình ảnh của những người sống sót
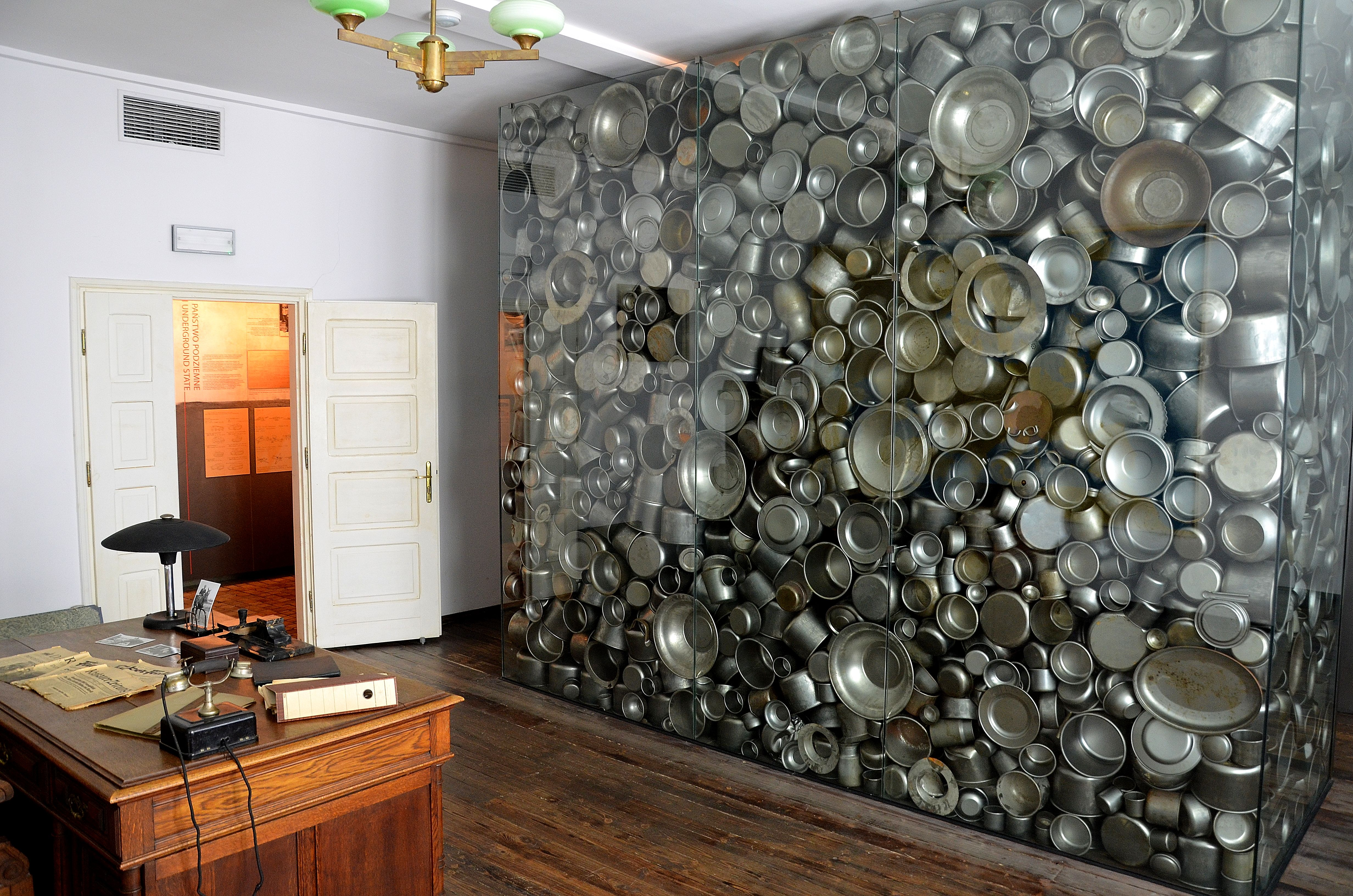
Bàn của Oskar Schindler với một danh sách những người Do Thái được ông cứu sống
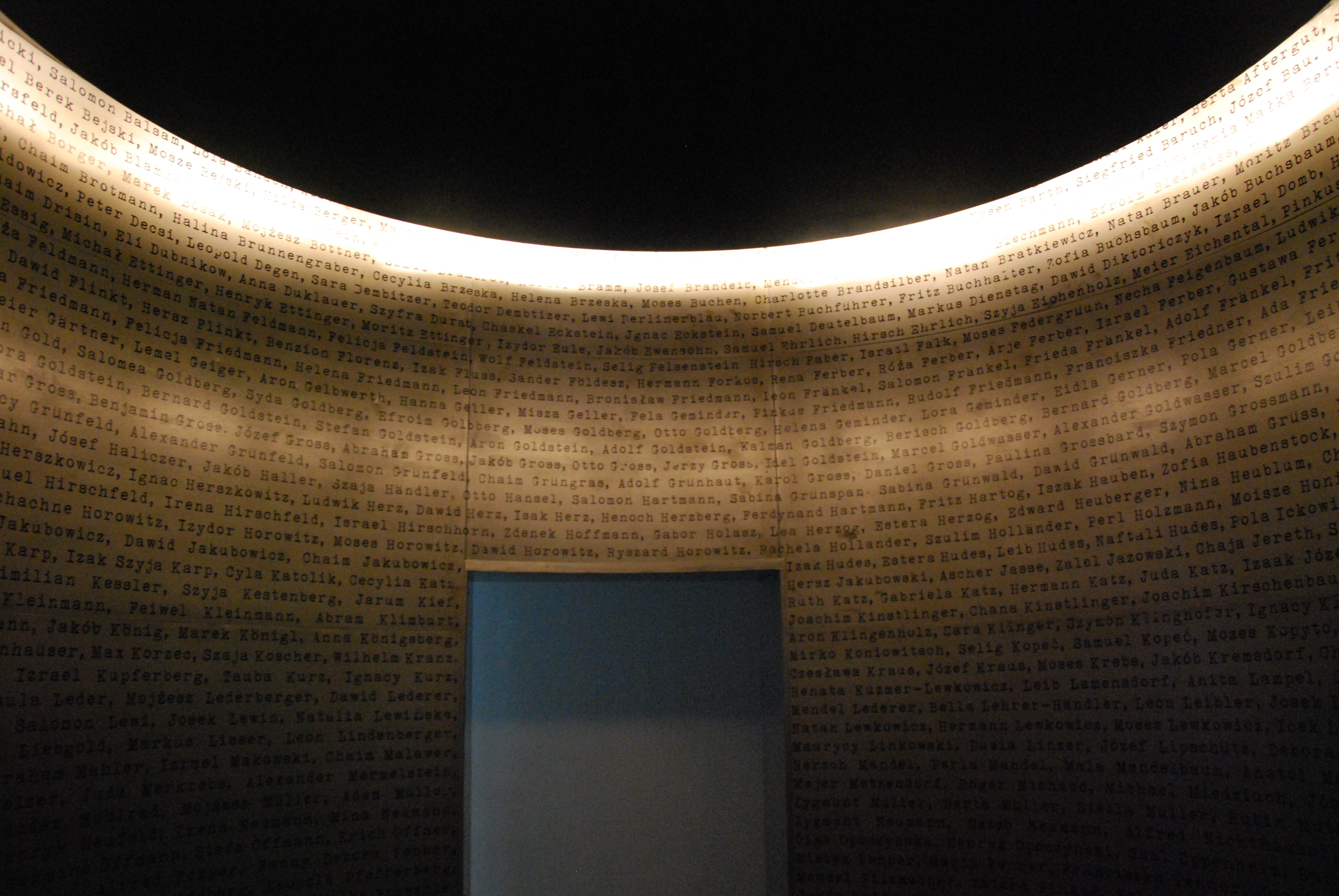
Căn phòng có tên những người Do Thái trong danh sách của Schidler
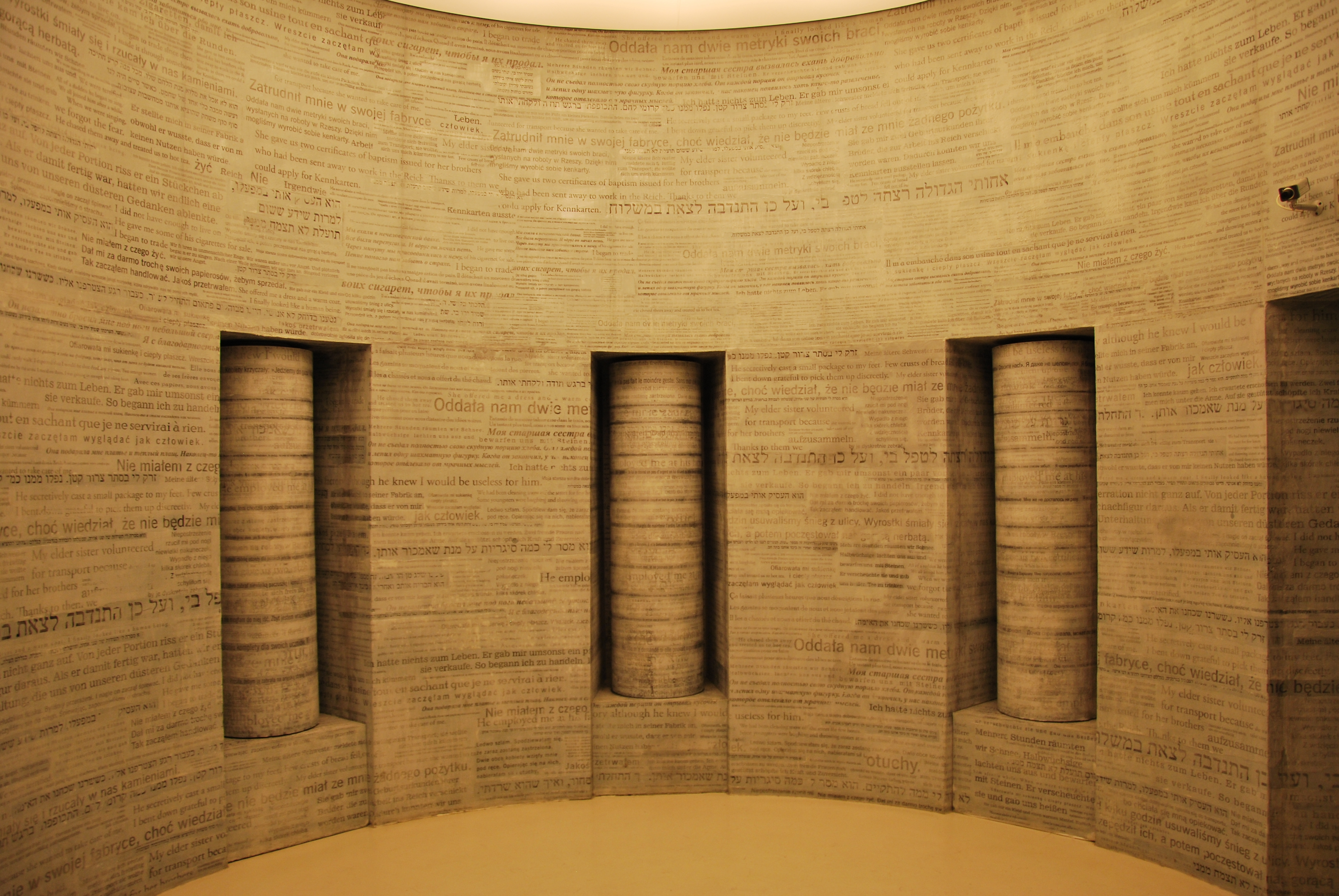
Phòng kỷ niệm sự phá hủy của khu ổ chuột Kraków
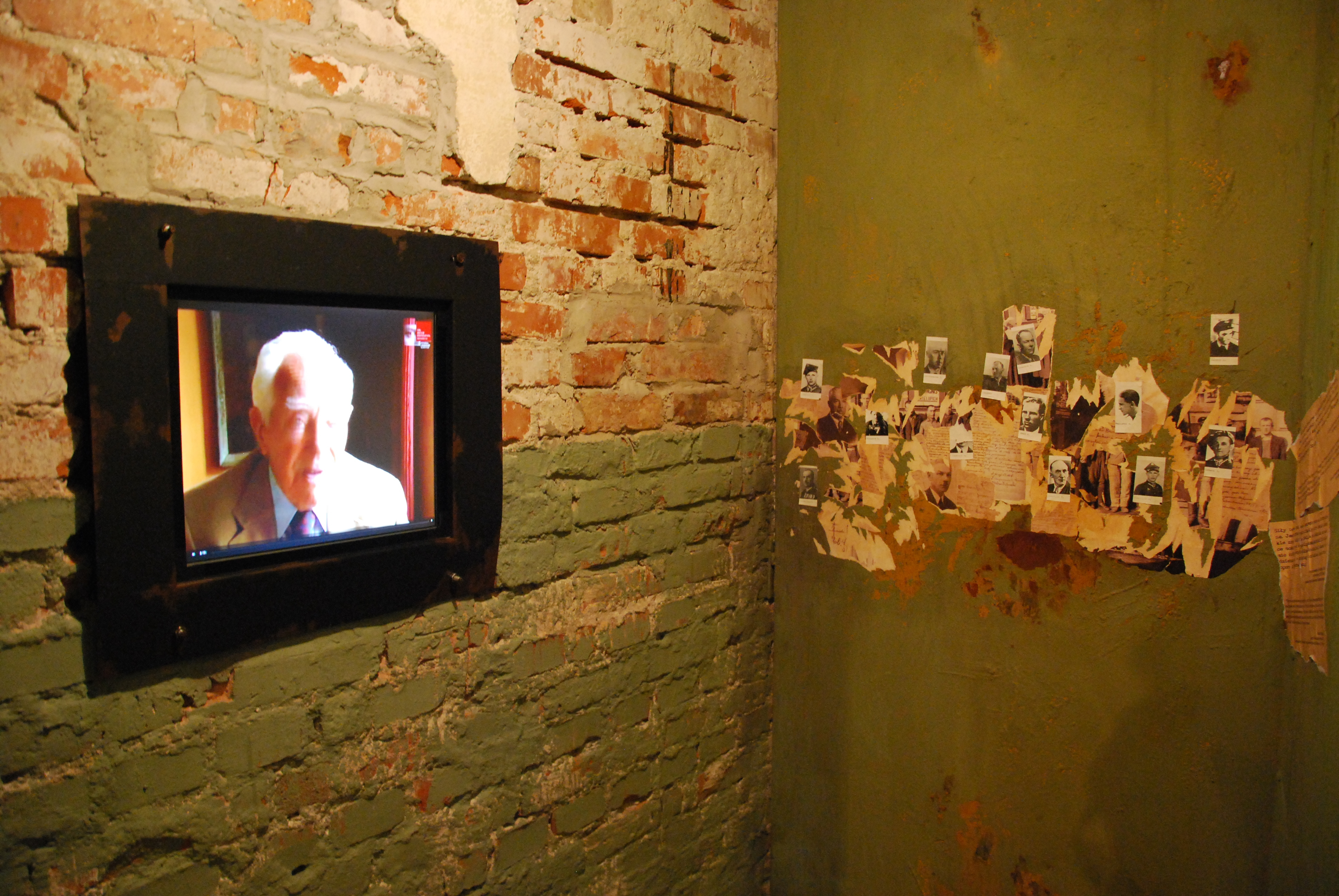
Màn hình tương tác
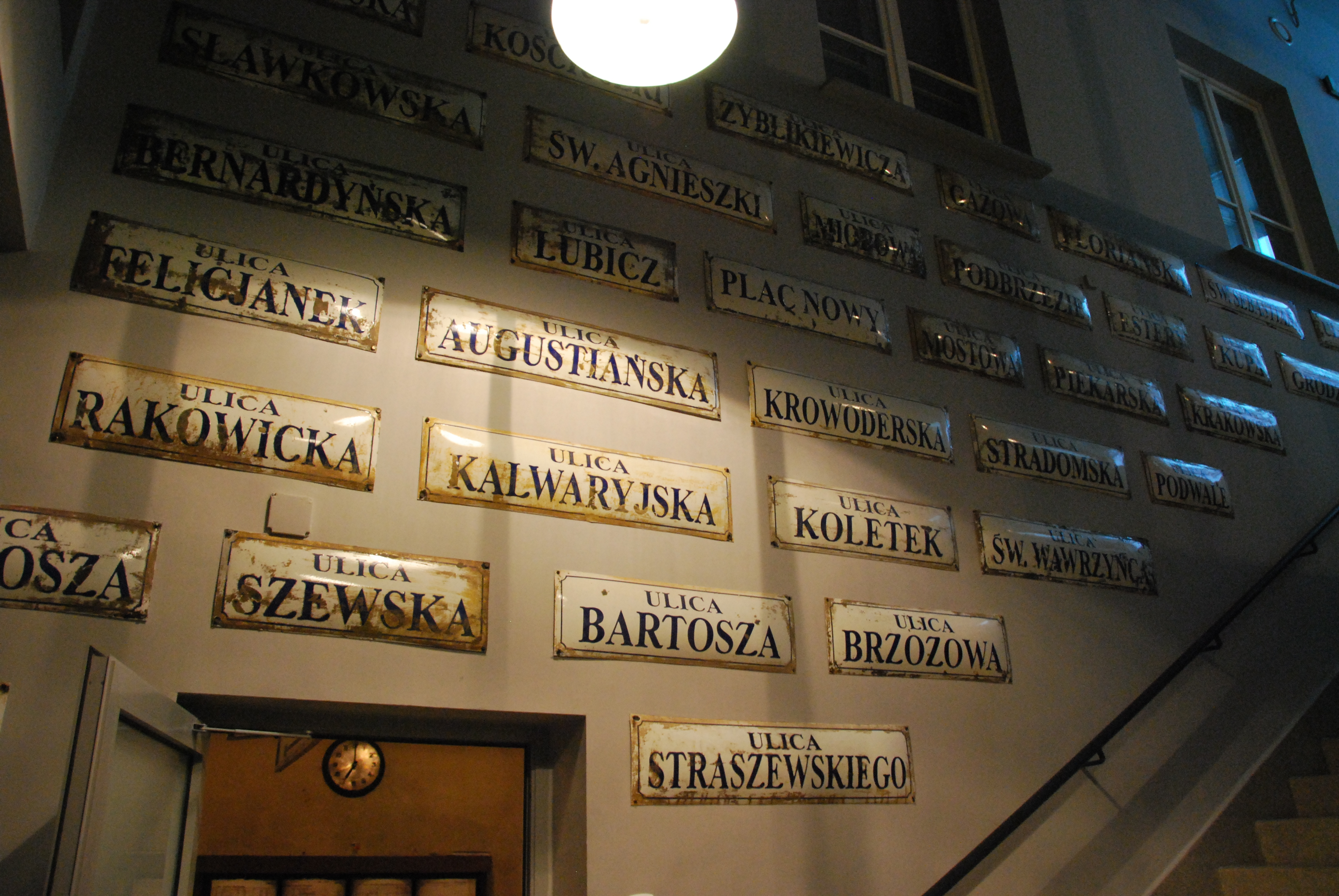
Bảng tên đường trước chiến tranh
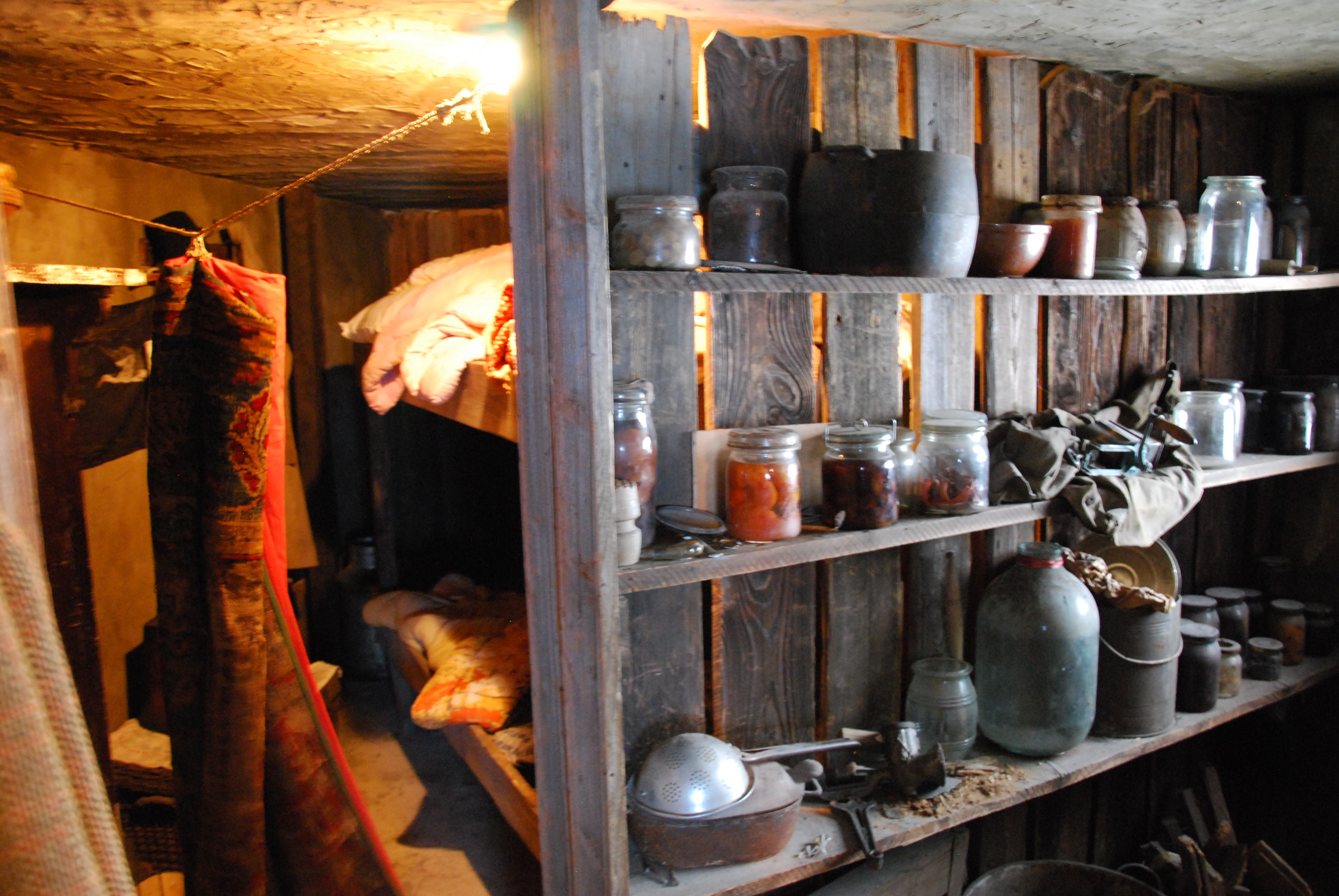
Mô phỏng hầm giấu người Do Thái
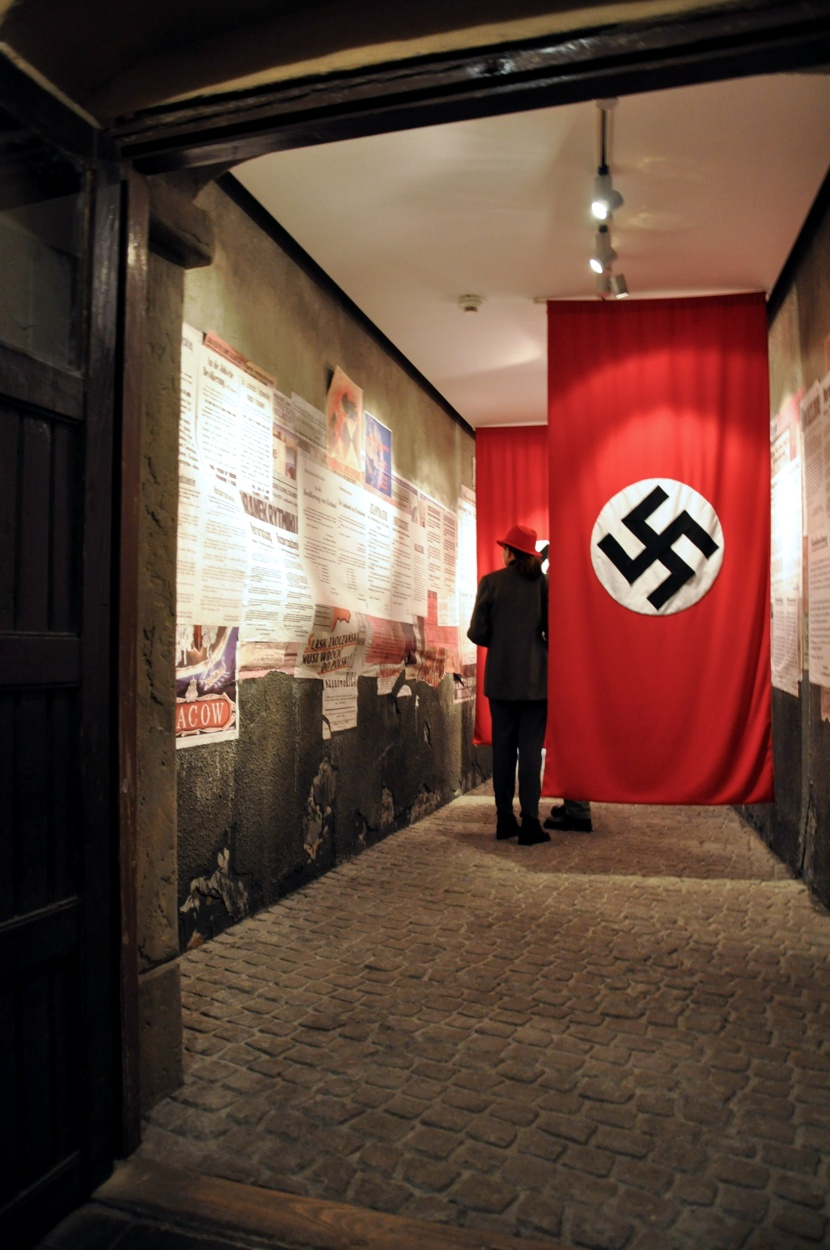
Một phần của triển lãm
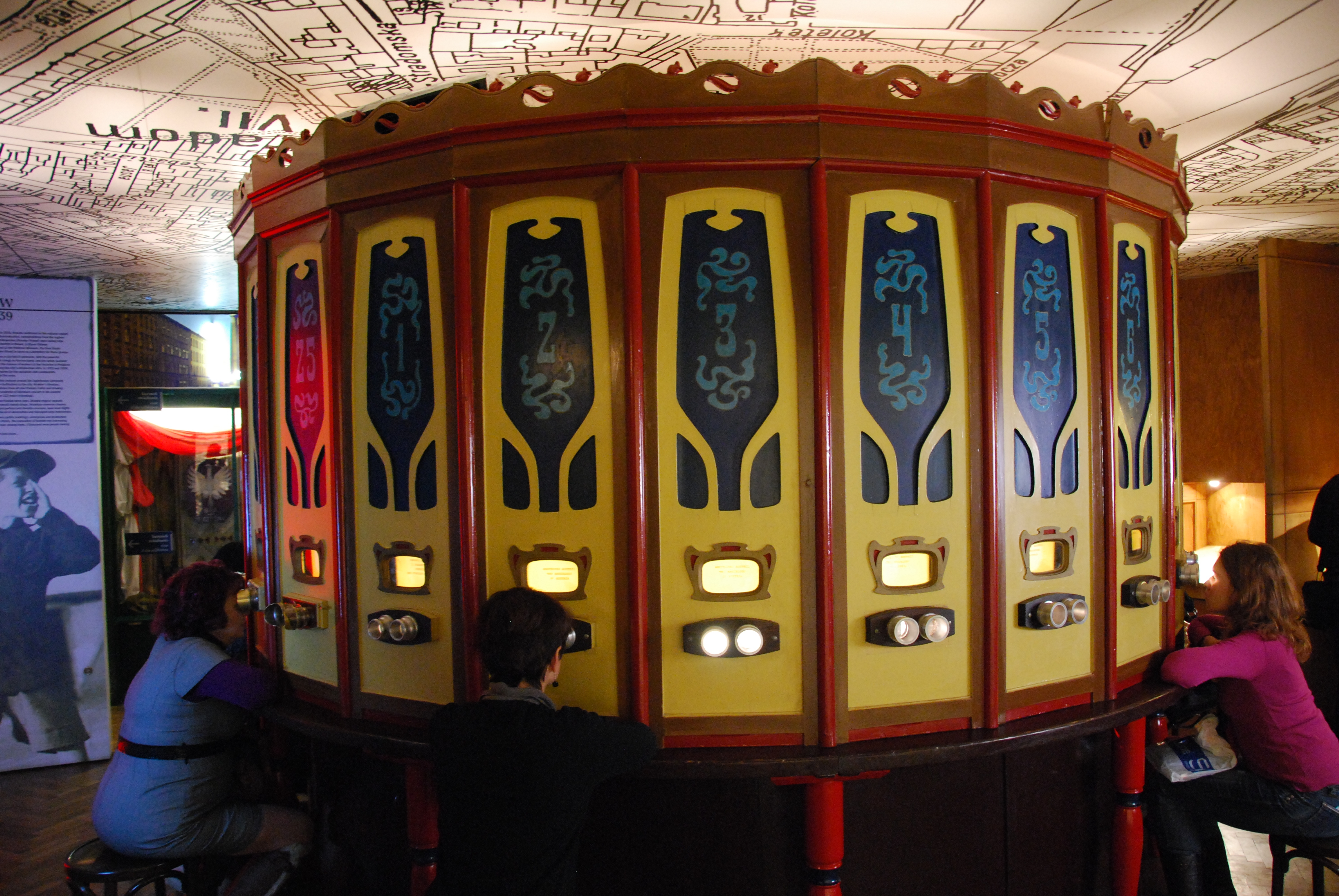
máy chiếu phim Kaiserpanorama
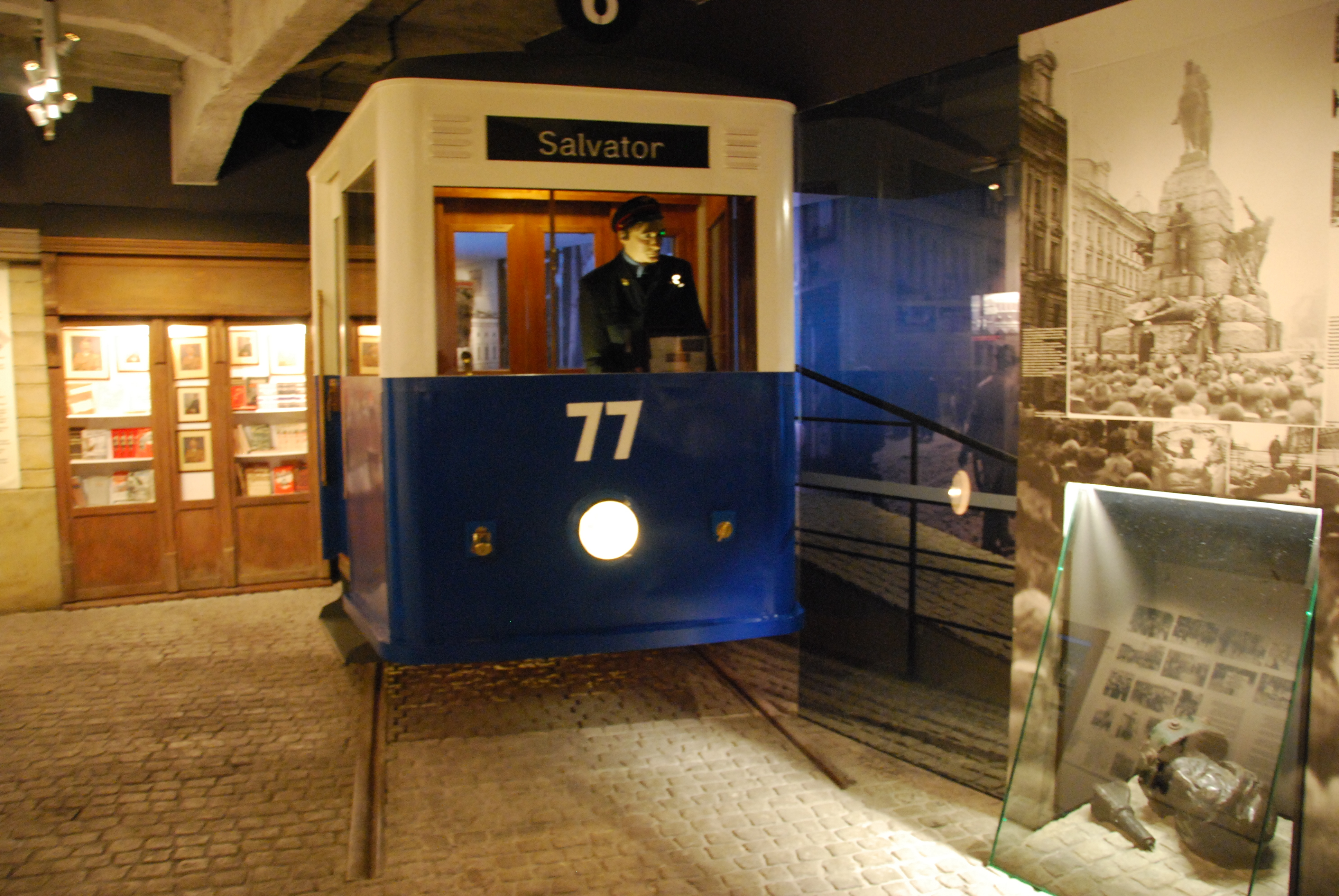
Mô hình xe điện
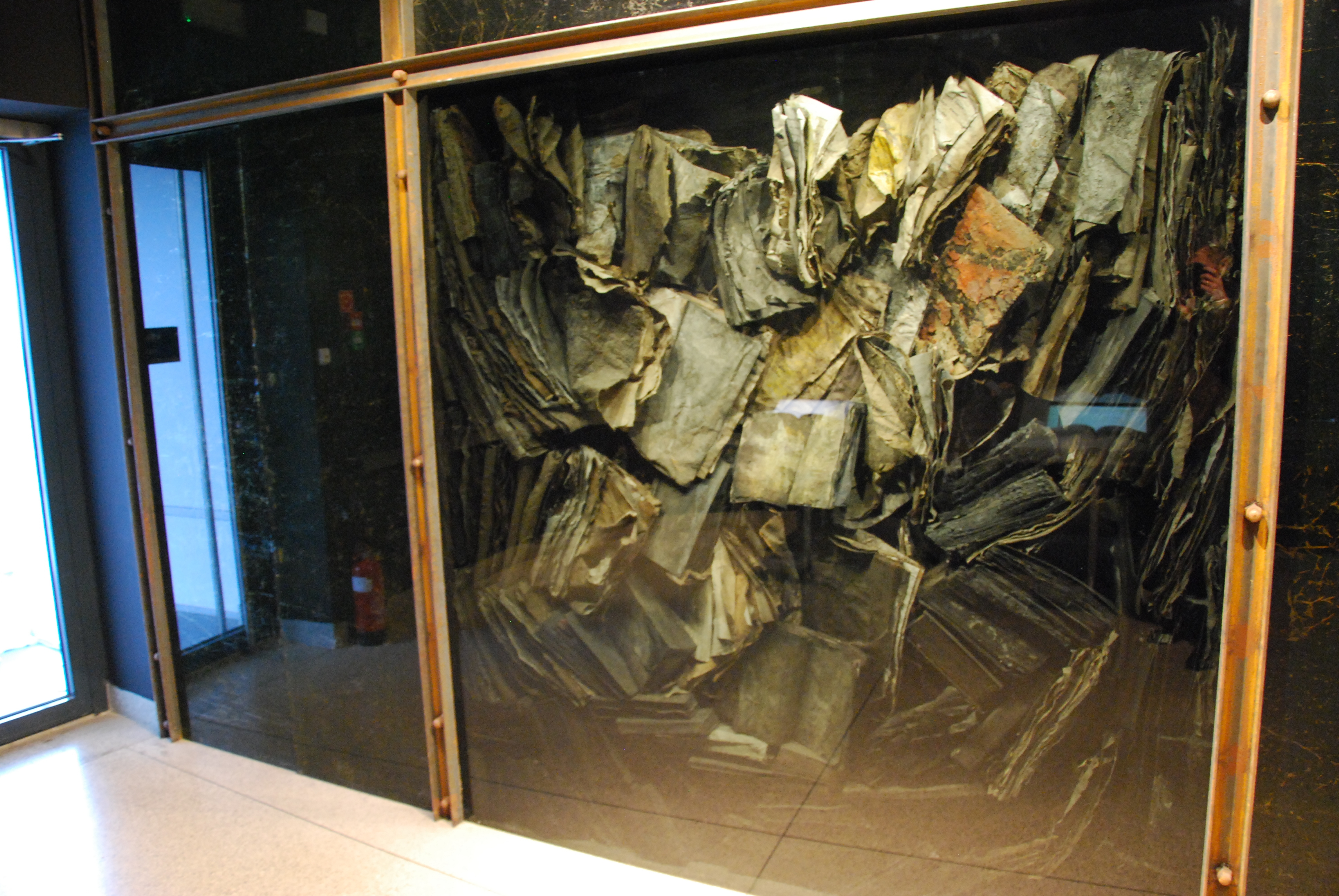
Một cuốn sách bị đốt cháy - biểu tượng của khu ổ chuột
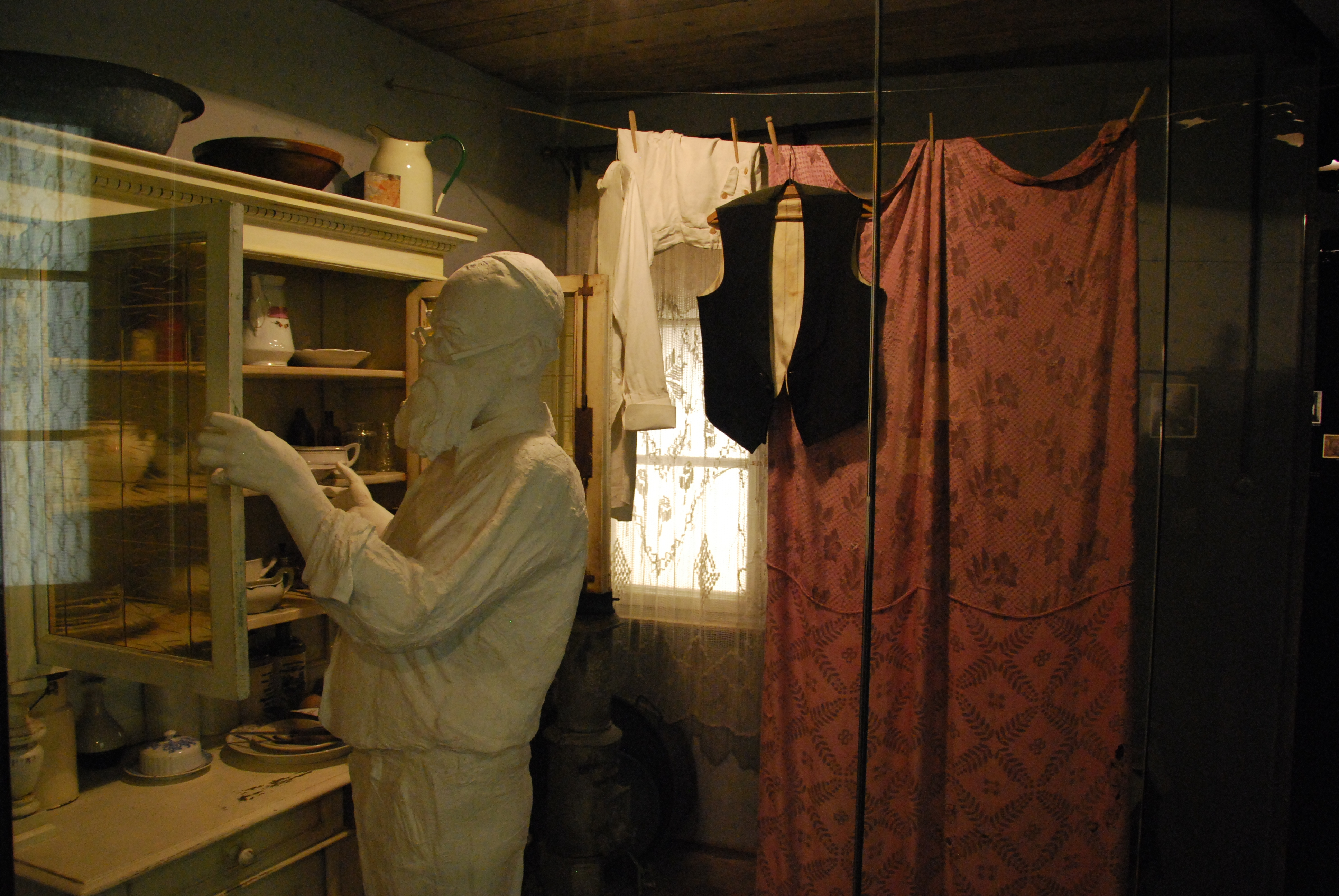
Mô phỏng một căn hộ trong khu ổ chuột